# Павлув (Стараховицький повіт)
Павлув (пол. Pawłów) — село в Польщі, у гміні Павлув Стараховицького повіту Свентокшиського воєводства.
Населення — 1167 осіб (2011).
У 1975-1998 роках село належало до Келецького воєводства.

## Демографія
Демографічна структура на день 31 березня 2011 року:
|          | Загалом | Допрацездатний вік | Працездатний вік | Постпрацездатний вік |
| -------- | ------- | ------------------ | ---------------- | -------------------- |
| Чоловіки | 588     | 142                | 389              | 57                   |
| Жінки    | 579     | 127                | 331              | 121                  |
| Разом    | 1167    | 269                | 720              | 178                  |